# Anticla limosa
Anticla limosa är en fjärilsart som beskrevs av William Schaus 1892. Anticla limosa ingår i släktet Anticla och familjen silkesspinnare. Inga underarter finns listade i Catalogue of Life.